# Лоріто жовтоголовий
Лорі́то жовтоголовий (Geoffroyus heteroclitus) — вид папугоподібних птахів родини Psittaculidae. Мешкає у Папуа Нової Гвінеї та на Соломонових Островах.

## Опис
Довжина птаха становить 25 см. Забарвлення переважно зелене. У самців голова жовта, шия сизувата або пурпурова, в залежності від підвиду. У самиць голова сіра. Дзьоб жовтуватий, вигнутий, лапи сірі.

## Підвиди
Виділяють два підвиди:
- G. h. heteroclitus (Hombron & Jacquinot, 1841) — острови архіпелагу Бісмарка та Соломонові острови (за винятком острова Ренелл);
- G. h. hyacinthinus Mayr, 1931 — острів Ренелл.

## Поширення і екологія
Жовтоголові лоріто живуть у вологих і сухих рівнинних тропічних лісах, в садах і на плантаціях. Зустрічаються на висоті до 1760 м над рівнем моря.